# Скай Лопес
Скай Ло́пес (англ. Sky Lopez, справжнє ім'я Коррі Рашель Флоріс (англ. Corrie Rachelle Floris); нар. 23 грудня 1975, Стіллвотер]) — американська порноакторка та режисерка.

## Порноіндустрія
Лопес прийшла в порноіндустрію 1999 року й стала як зніматися у фільмах, так і режисерувати їх. Вона уклала ексклюзивні контракти зі студіями Vivid Entertainment і Shane's World Studios. 2005 року вона була номінована на AVN Award за роль у фільмі «High Desert Pirates».
2008 року у продажу з'явилися записи з секс-відео Лопес і актором Джеремі Джексоном (відомого за роллю Хобі Б'юкенона в серіалі «Рятувальники Малібу»). Джексон заявив, що віддав ці записи людині, який представився як представник Лопес.